# André Thomkins
André Thomkins, né le 11 août 1930 à Lucerne et mort le 8 novembre 1985 à Berlin-Ouest (Allemagne de l'Ouest), est un peintre, sculpteur et poète suisse.

## Biographie
André Thomkins naît le 11 août 1930 à Lucerne. Il est le fils de John, un architecte, et de Trudi Hersberger.
Il rencontre Serge Stauffer (en) en 1946, avec qui il partage une admiration pour le dada et le surréalisme, et en particulier pour Hans Arp et Marcel Duchamp. En 1947, ils commencent à échanger des lettres (dont certaines nous sont parvenues). Thomkins étudie sous Max von Moos (en) à la Kunstgewerbeschule, Lucerne (1947-1949). Il termine ses études à Paris à l'académie de la Grande Chaumière. Il vit et travaille à Essen.
Il meurt le 9 novembre 1985 à Berlin d'une crise cardiaque.

## Expositions

### Collective
- 1957, Kunstmuseum, Saint-Gall[1].

### Personnelles
- 1960, Van Den Loo, Essen[1].
- 1962, ICA, Londres[1].
- 1998, Claudine Papillon, Paris[1].